# Jamesbrittenia dolomitica
Jamesbrittenia dolomitica är en flenörtsväxtart som beskrevs av O.M. Hilliard. Jamesbrittenia dolomitica ingår i släktet Jamesbrittenia och familjen flenörtsväxter. Inga underarter finns listade i Catalogue of Life.